# Universität Balamand
Die Universität Balamand (UOB; französisch Université de Balamand, arabisch جامعة البلمند, DMG Ǧāmiʿat al-Balamand) ist eine nichtstaatliche, konfessionelle Universität im Norden des Libanons in Deir El-Balamand im nord-libanesischen Distrikt El-Koura auf dem Gelände des Klosters Balamand (arab. Dayr-al-Balamand, ehemals Belmont). Trägerin der Universität ist die griechisch-orthodoxe Kirche.
Seit der ersten Gründung des Klosters durch Zisterzienser im Jahre 1157 und der Neugründung 1603 durch eine griechisch-orthodoxe Ordensgemeinschaft wurden mehrmals theologische Institute (1833, 1921 und 1966) gegründet, welche meist nach ein paar Jahren wieder geschlossen wurden. Dem zuletzt gegründeten Institut wurden 1988 die Universitätsrechte verliehen.
Die Universitätsklinik ist das St. George’s Hospital und liegt in Achrafieh (Beirut).

## Fakultäten
Die Universität hat neun Fakultäten und vier verschiedene Unterrichtssprachen.
- Libanesische Akademie der Kunstgeschichte (Französisch)
- Johannes-von-Damaskus-Fakultät für Theologie (Arabisch, Englisch und Griechisch)
- Fakultät für Künste und Gesellschaftswissenschaften (Englisch, Französisch und Arabisch)
- Fakultät für Business Management (Englisch)
- Fakultät für Naturwissenschaften (Englisch)
- Fakultät für Ingenieurwissenschaften (Englisch)
- Fakultät für Gesundheitswissenschaften (Englisch)
- Saint George’s-Fakultät für postgraduierte medizinische Bildung (Englisch)
- Fakultät für Medizin & medizinische Wissenschaften (Englisch)

Die Universität hatte im Jahre 2005 etwa 2200 Studenten und 819 Fakultätsmitglieder, davon 148 Vollzeitkräfte.

## Professoren und bekannte Studenten
- Georges Bahr, Mikrobiologe
- John S. Romanides, Theologe
- Hierotheos Vlachos, Bischof und Theologe